# Abierto Mexicano de Tenis 2010
L'Abierto Mexicano de Tenis 2010, conosciuto anche con il nome di Abierto Mexicano Telcel 2010 per motivi di sponsorizzazione, è stato un torneo di tennis giocato sulla terra rossa. È stata la 17ª edizione del torneo maschile, facente parte della categoria ATP World Tour 500 series nell'ambito dell'ATP World Tour 2011, e la 10ª del torneo femminile facente parte della categoria WTA International nell'ambito del WTA Tour 2010. Sia il torneo maschile che femminile si sono giocati al Fairmont Acapulco Princess di Acapulco in Messico, dal 22 al 27 febbraio 2010.

## Partecipanti ATP

### Teste di Serie
| Giocatore           | Nazionalità | Ranking | Testa di Serie |
| ------------------- | ----------- | ------- | -------------- |
| Fernando Verdasco   | Spagna      | 11      | 1              |
| Fernando González   | Cile        | 12      | 2              |
| David Ferrer        | Spagna      | 19      | 3              |
| Juan Carlos Ferrero | Spagna      | 22      | 4              |
| John Isner          | Stati Uniti | 25      | 5              |
| Nicolás Almagro     | Spagna      | 26      | 6              |
| Juan Mónaco         | Argentina   | 27      | 7              |
| Albert Montañés     | Spagna      | 30      | 8              |

### Altri partecipanti
I seguenti giocatori hanno ricevuto una wild-card per il tabellone principale:
- Santiago González
- Carlos Moyá
- Fernando Verdasco

I seguenti giocatori sono entrati nel tabellone principale passando dalle qualificazioni:

- Victor Crivoi
- Diego Junqueira
- Alberto Martín
- Eduardo Schwank

## Partecipanti WTA

### Teste di Serie
| Giocatrice           | Nazionalità | Ranking | Testa si Serie |
| -------------------- | ----------- | ------- | -------------- |
| Venus Williams       | Stati Uniti | 5       | 1              |
| Ágnes Szávay         | Ungheria    | 32      | 2              |
| Gisela Dulko         | Argentina   | 35      | 3              |
| Sorana Cîrstea       | Romania     | 40      | 4              |
| Carla Suárez Navarro | Spagna      | 46      | 5              |
| Sara Errani          | Italia      | 49      | 6              |
| Roberta Vinci        | Italia      | 57      | 7              |
| Polona Hercog        | Slovenia    | 59      | 8              |

### Altre partecipanti
Le seguenti giocatrici hanno ricevuto una wild-card per il tabellone principale:
- Sorana Cîrstea
- Zarina Dijas
- Alejandra Granillo

Le seguenti giocatrici sono entrate nel tabellone principale passando dalle qualificazioni:

- Gréta Arn
- Catalina Castaño
- Lucie Hradecká
- Laura Pous Tió

## Campioni

### Singolare maschile
David Ferrer ha battuto in finale  Juan Carlos Ferrero, 6–3, 3–6, 6–1
- Per Ferrer è stato il 1º titolo stagionale, nonché il suo 8º titolo in carriera.

### Singolare femminile
Venus Williams ha battuto in finale  Polona Hercog, 2–6, 6–2, 6–3
- Per Williams è stato il 2º titolo dell'anno, nonché il suo 43º in carriera. Williams si è inoltre confermata campionessa del torneo per la 2ª volta (avendolo vinto già nel 2009).

### Doppio maschile
Łukasz Kubot /  Oliver Marach hanno battuto in finale  Fabio Fognini /  Potito Starace, 6–0, 6–0

### Doppio femminile
Polona Hercog /  Barbora Záhlavová-Strýcová hanno battuto in finale  Sara Errani /  Roberta Vinci, 2–6, 6–1, [10–2]